# Ultimate Warrior Challenge México
Ultimate Warrior Challenge Mexico, também conhecido como UWC Mexico ou simplesmente UWC, é uma organização mexicana de artes marciais mistas sediada em Tijuana, no norte do país.

## História
Fundada em 2009 por Alejandro Islas, a UWC realizou seu primeiro evento em 28 de fevereiro no Auditório Municipal de Tijuana chamado UWC: Baja California vs. Califórnia, quando talentos da Península da Baixa Califórnia e do Sul da Califórnia se enfrentaram.
Em 30 de maio de 2009, no evento UWC: Furia Cachanilla, o campeão inaugural do UWC foi anunciado. No evento principal, Akbarh Arreola derrotou Adam Lehman em 49 segundos para se tornar o campeão peso médio da empresa. No mesmo evento, Margarita de la Cruz e Cristina Marks estrelaram a primeira luta de MMA feminino sancionada no México, onde de la Cruz conquistou uma vitória por finalização.
Em 2015, logo após o evento "UWC México 14", a promoção encerrou suas atividades esportivas por motivos desconhecidos, levando seus lutadores a se transferirem para outras promoções nacionais, como a Xtreme Fighters Latino; alguns deles assinariam posteriormente com a LUX Fight League. Quatro anos se passaram até o retorno do UWC, com o evento "UWC México 20: Legacy", realizado em 24 de agosto de 2019.
Em janeiro de 2024, o CEO da UWC, Alejandro Islas, anunciou a renovação de seu contrato com o UFC Fight Pass, a plataforma na qual a promoção havia transmitido lutas anteriormente.

## Atuais campeões

### Divisão Masculina
| Divisão Masculina | Limite de Peso | Campeão                | Nacionalidade | Desde                   | Defesas de Título |
| ----------------- | -------------- | ---------------------- | ------------- | ----------------------- | ----------------- |
| Peso Pesado       | 120 kg         | Jesús Navarrete        | México        | 3 de julho de 2020      | 1                 |
| Pesos Médio       | 84 kg          | Nayib López            | México        | 28 de julho de 2024     | 0                 |
| Pesos Meio Médio  | 77 kg          | Adrián Oviedo          | Argentina     | 25 de fevereiro de 2024 | 0                 |
| Peso Leve         | 71 kg          | Adriano Nunes          | Brasil        | 28 de julho de 2023     | 0                 |
| Peso Pena         | 66 kg          | Dorian Ramos           | EUA           | 28 de outubro de 2022   | 3                 |
| Peso Galo         | 61 kg          | Adrián Luna Martinetti | Equador       | 25 de fevereiro de 2024 | 0                 |
| Peso Mosca        | 57 kg          | Braián González        | Argentina     | 24 de fevereiro de 2023 | 0                 |

### Divisão Feminina
| Divisão Feminina    | Limite de Peso | Campeão | Nacionalidade | Desde | Defesas de Título |
| ------------------- | -------------- | ------- | ------------- | ----- | ----------------- |
| Peso Palha Feminino | 57 kg          | —       | —             | —     | —                 |